# هوموود سويتس من هيلتون
هوموود سويتس من هيلتون  (بالإنجليزية: Homewood Suites by Hilton)‏، هي سلسلة أمريكية للأجنحة السكنية على الطراز الفندقي والتي تديرها شركة هيلتون العالمية. واعتبارا من شهر فبراير 2012، كانت تتكون السلسلة من 310 فندق مع 75 مشروع أخر قيد التطوير. ومعظم فنادق أجنحة هوموود هي ذات ملكية مستقلة وتشغل وتدار عن طريق الامتياز .
تنافس أجنحة هوموود في سوق الأقامة ذات المستوى الراقي، جنبا إلى جنب مع ستايبريدج سويتس وريزيدنس إن من ماريوت.